# Còdex Mendocino
El Còdex Mendocino o Matrícula dels Tributs, és un dels anomenats còdexs mexiques, fet entre 1520 i 1530 en paper amate, probablement d'un original mexica i copiat anys després de la conquesta. Va ser pintat per escribes mexiques, que van emprar el format pictòric antic. Després de ser pintat, un escriba hi va afegir descripcions escrites en castellà Per la seva manufactura i característiques, va ser probablement un annex del Còdex Mendoza. No està conformat en forma de Biombo, com els còdexs mesoamericans clàssics, sinó a l'estil d'un llibre occidental pàgina per pàgina.
Les seves fonts poden ser diversos còdexs originals copiats pels tlacuilos (pintors de còdexs) o fins i tot pot ser que alguna de les seves parts fos obra original dels indígenes especialistes en aquesta activitat, on van registrar les tributacions fetes a l'Estat Mexica.
La Matrícula, des del període novohispà i fins als nostres dies, ha estat una font valuosa d'informació sobre l'escriptura, les convencions toponímiques i l'estructura socioeconòmica dels mexiques. Mostra en cadascun dels seus fulls els altépetl tributaris sotmesos als mexiques, així com els productes i les quantitats que tributaven.
Compta amb 16 fulles de paper amate, pintades per tots dos costats.